# Çağlayan, Erzincan
Çağlayan là một thị trấn thuộc thành phố Erzincan, tỉnh Erzincan, Thổ Nhĩ Kỳ. Dân số thời điểm năm 2010 là 1.646 người.